# درنای طناز

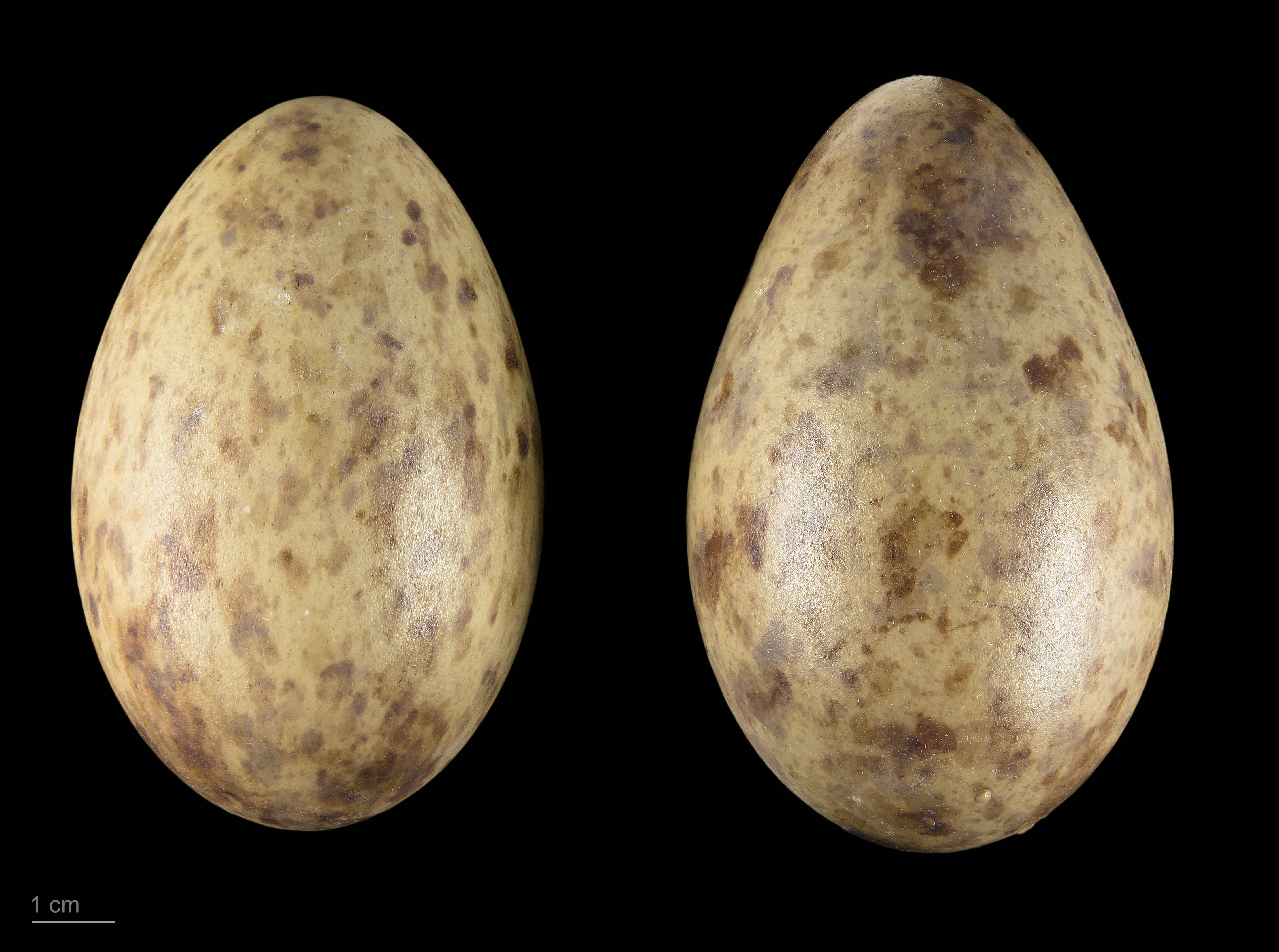
Grus virgo

درنای طناز یا درنای کوچک (نام علمی: Grus virgo) نام یک گونه از سرده درنا است.
واژۀ "virgo" در لاتین به معنی دوشیزه است. 